# Der Algebraist
Der Algebraist ist ein Science-Fiction-Roman des schottischen Schriftstellers Iain Banks und erschien erstmals 2004 unter dem englischen Titel The Algebraist. Die deutsche Erstausgabe erschien im November 2006. Übersetzt wurde der Text von Irene Holicki. Es ist der dritte Science-Fiction-Roman von Banks, der nicht im Erzählraum der Kultur angesiedelt ist.

## Handlung
Der Roman ist, neben einem Prolog und einem Epilog, in sechs Kapitel untergliedert. Er umfasst 798 Seiten und spielt im Jahr 4034 A.D. Unterstützt von anderen Spezies hat sich die Menschheit über die gesamte Galaxis ausgebreitet. Ein Imperium, das weitestgehend von der sogenannten Mercatoria verwaltet wird - eine komplexe, speziesübergreifende, feudal-bürokratische Hierarchie, die das religiös anmutende Ziel verfolgt, die Galaxie frei von künstlichen Intelligenzen (kurz: KI) zu halten. In einem früheren Krieg war die Menschheit von diesen artifiziellen Konstrukten fast besiegt worden. Das hat ein Trauma hinterlassen.
Im Mittelpunkt der Geschichte steht Fassin Taak, ein Mensch und ein „Langsamer Seher“, der im System Ulubis die Dwellerpopulation des Gasriesen Nasqueron erforscht. Ein Gespräch zwischen ihm und dem Obergärtner seiner Familie, im Prolog und im Epilog, rahmt die Erzählung ein.
Die Beyonder, eine große Flotte galaktischer Marodeure, die gegen die Dominanz der Mercatoria kämpft, hat vor 250 Jahren das Ulubis-System vom Rest der Mercatoria isoliert, indem sie das Wurmloch-Portal zerstören; der einzige Weg für Reisen in Überlichtgeschwindigkeit. Gegenwärtig erwarten die lokalen Mercatoria-Repräsentanten die Ankunft eines Konstruktionsverbandes, der, mit Unterlichtgeschwindigkeit aus dem benachbarten System anreisend, eine neue Wurmlochverbindung herstellen soll.
Die Dweller, eine fortschrittliche und uralte Zivilisation von Nichthumanoiden, bewohnen die Mehrzahl der Gasriesen in der Galaxis. Ihre überwiegend anarchistisch wirkende Gesellschaftsstruktur basiert nicht auf Eigentum oder Geld, sondern auf Kudos, was sich nur unzureichend mit Ruhm bzw. Ehre übersetzen ließe.
Sie sind die einzige einflussreiche Spezies, die nicht der Kontrolle der Mercatoria unterliegt und es gibt Gerüchte, dass sie über extrem mächtige Defensivwaffen verfügen.
Die Dwellergesellschaft vermeidet es weitestgehend, sich mit Spezies abzugeben, die bei ihnen unter „schnell“ kategorisiert sind. Schnell bedeutet in diesem Zusammenhang Völker mit einer kurzen individuellen Lebensspanne im Gegensatz zu langsamen, wie ihnen selbst. Dweller Individuen leben für Millionen Jahre und die Spezies selbst existiert angeblich seit Milliarden Jahren, also schon lange bevor sich die Mercatoria gegründet hat.
„Langsame Seher“, wie Taak, entstammen einer Dynastie von Forschern, die es sich zur Aufgabe gemacht haben, Informationen aus den gewaltigen, aber völlig unorganisierten Bibliotheken der Dweller zu gewinnen. Mit Hilfe autarker, auf langfristiges Überleben in Gasriesen konfigurierter Gasschiffchen reisen die Seher zu den Gasplaneten und hoffen auf Kooperation der Dweller. Um eine bessere Kommunikation zwischen sich und ihren Gastgebern zu ermöglichen, verlangsamen sie ihren Metabolismus.
Taak, der sich auf ein geruhsames Leben als Gelehrter eingestellt hat, ist deshalb sehr erstaunt, als er für den geheimnisvollsten Militärorden der Mercatoria zwangsrekrutiert wird. Es stellt sich heraus, dass er während einer seiner vorherigen Expeditionen auf dem von Dwellern bewohnten Gasriesen Nasqueron zufällig auf ein Buch mit dem Titel "Der Algebraist" gestoßen ist, in dem Information über die legendäre "Dweller Liste" verborgen waren. Diese Liste enthält angeblich die Koordinaten eines galaxisumspannenden, nur Dwellern zugänglichen Wurmlochsystems. Da die Dweller dank ihrer Langlebigkeit durchaus in der Lage waren, die Galaxis auch mit Unterlichtgeschwindigkeit zu besiedeln, gilt die Existenz eines solchen Netzwerkes allerdings als fragwürdig.
Wie dem auch sei, die Liste selbst ist nur eine Sammlung von Sternensystemen. Wurmloch-Portale sind ziemlich klein und können überall in einem System verborgen sein, wo Nullgravitation herrscht, wie bspw. an einem Lagrange-Punkt. Die Liste ist also nutzlos, solange man nicht über eine bestimmte mathematische Transformationsformel verfügt, mit der sich die genauen Standorte der Portale ermitteln lassen. Taak soll nun auf einer weiteren Expedition diese Transformationsformel finden.
Das Gerücht über die Existenz der Liste zieht allerdings auch andere Interessenten an. Ein tyrannischer Warlord, der Archimandrit Lusiferus, in loser Allianz mit den Beyondern, setzt eine Invasionsflotte in Gang, um vom Cluster Epiphanie 5 aus das Ulubissystem zu besetzen und selbst in den Besitz des kostbaren Geheimnisses der Dweller-Portale zu kommen.
Eine Mercatoria Entsatzflotte ist ebenfalls auf dem Weg Richtung Ulubis, um das System vor Lusiferus und seinen Beyonderverbündeten zu schützen. Da beide Flotten aber mit Unterlichtgeschwindigkeit unterwegs sind, bleiben die Bewohner des Ulubissystems in ängstlicher Ungewissheit, welche der beiden Gruppen wohl zuerst ankommen wird.
Taaks Jagd nach der Transformation bringt ihn in Kontakt mit ihm bis dahin völlig unbekannten Aspekten der Dwellergesellschaft. An Bord des Expeditionsschiffes Velpin, unter der Obhut des Doppelzwillings-Kapitäns Quercer&Janath, wird er auf eine bizarre Reise quer durch die Galaxis geschickt. Dass sie dabei das Wurmlochsystem der Dweller nutzten, wird ihm erst sehr spät klar, genauso wie die Tatsache, dass Quercer&Janath eine als Dweller getarnte Künstliche Intelligenz sind. Wie sich herausstellt, haben die Überlebenden des KI-Vernichtungsfeldzuges schon vor Jahrhunderten Zuflucht bei den Dwellern gefunden.
In einer Hintergrundgeschichte erzählt der Roman von der Jugendfreundschaft zwischen Taak, Saluus, Ilen und
Taince, und wie der tödliche Unfall von Ilen diese Freundschaft beendet. Saluus ist inzwischen ein reicher Industrieller, der die Systemraumschiffe von Ulubis baut. Taince ist zu einer hohen Offizierin in der Flotte der Mercatoria aufgestiegen. Die drei begegnen sich nur selten, aber der Leser kann verfolgen, wie Taince seit geraumer Zeit Mordpläne gegen Saluus hegt. Sie weiß nämlich, dass Ilens Tod kein Unfall war. In diesem Zusammenhang erfährt der Leser außerdem von Taaks heimlichen Sympathien für die Beyonder.
Unterdessen ist die Invasionsflotte des Archimandriten Lusiferus im Ulubissystem eingetroffen und hat die lokalen Verteidigungsstreitkräfte problemlos überwältigt. Allerdings stellt sich heraus, dass die Flotte der Mercatoria viel schneller eintreffen wird und deutlich schlagkräftiger ist. Für die Erreichung des ursprünglichen Ziels bleibt nicht viel Zeit.
Um die Dweller zur Herausgabe von Taak und dessen Informationen zu zwingen, greift der Archimandrit den Gasriesen Nasqueron mit Antimateriebomben an. Nun kommen die legendären Superwaffen der Dweller zum Einsatz. Eine gewaltige Aegis führt einen vernichtenden Schlag gegen die Flotte des Angreifers. Verfolgt von den Mercatoria-Streitkräften flieht Lusiferus zurück in den Cluster Epiphanie 5.
Nach seiner Heimkehr stellt Taak fest, dass die Gedächtnislöschung, die seine Reise und das Wissen um die Dweller-Liste hätte entfernen sollen, teilweise unwirksam ist. Er rekonstruiert, dass die Dweller wohl im Zentrum jedes von ihnen besiedelten Gasriesen ein Wurmlochportal verborgen haben. Das sind Millionen Planeten, und eine Transformation der Liste war niemals nötig gewesen. Es bleibt unklar, ob die Dweller die nötige Kooperationsbereitschaft aufbringen werden, um andere Spezies dieses Netzwerk nutzen zu lassen. Sie diskutieren jedenfalls intensiv, inwieweit eine Öffnung des Netzwerkes – wegen der galaxisweiten Bewunderung durch alle anderen Spezies – zu einer allgemeinen Erhöhung des Hintergrund-Kudos-Niveaus für alle Dweller führen könnte. Der Roman endet damit, dass Taak sich den Beyondern anschließt, und prophezeit: "Eines Tages werden wir alle werden frei sein."

## Wichtige Personen, Spezies und Dweller-Gedankengut
- Fassin Taak, langsamer Seher, Dwellerforscher
- Y´sul Dweller Mitglied der freiwilligen Gilde der Beschützer/Mentoren, wichtigste Kontaktperson von Fassin Taak
- Quercer&Janath, eine als Dweller-Doppelzwilling getarnte KI, Kapitäne des Expeditionsschiffes Velpin
- Colonel Hathereince, Offizier der Mercatoria, ein Oerileithe, eine Spezies jüngerer Kleindweller
- Saluus, Jugendfreund von Fassim Taak, reicher Industrieller im Ulubissystem
- Taince, Jugendfreundin von Fassim Taak, hohe Offizierin in der Entsatz-Flotte der Mercatoria
- Archimandrit Lusiferus, sadistischer Eroberer
- Dweller, langlebige, extrem widerstandsfähige Bewohner von Gasplaneten. Einzelindividuen sind walzenförmig, mit einem Durchmesser von durchschnittlich neun Metern. Sie haben eine Lebenserwartung von Milliarden Jahren, die Gattung selbst existiert bereits Milliarden Jahre. Dweller sind fast überall und fast von Anfang an.
- Oerileithe, jüngere, ebenfalls Gasplaneten bewohnende Spezies, körperlich deutlich kleiner als Dweller und von diesen gerne als Klein-Dweller bezeichnet.
- Voehn, achtbeinige Echsenspezies, aus der sich die derzeitige Kriegerelite der Merkatoria rekrutiert.
- Kudos, ein auf Handeln und Denken aufgebautes Wertesystem, das nicht mit Geld zu vergleichen ist. In gewisser Weise bedeutet es sogar das krasse Gegenteil davon. So ist beispielsweise Kudos umso weniger wert, je schwerer man es sich verdient hat.

## Aussichten
In einem Interview im Jahr 2004 meinte Iain Banks:

„Möglicherweise könnte es eine Trilogie geben, aber im Moment ist es ein einzelner Roman.“

## Preise und Auszeichnungen
Der Algebraist wurde 2005 für den „Hugo Award for Best Novel“ nominiert. 2011 stand der Roman auf der Liste der „NPR Top-100 Science Fiction, Fantasy Titel“.